# Go - The Very Best of Moby
Go - The Very Best of Moby è la prima raccolta di Moby. È uscita sia nella versione singola che in quella deluxe, comprendente anche un altro disco contenente i remix di parte dei brani contenuti nel primo CD.

## Tracce

### CD1
1. Natural Blues
2. Go (2006 Mix)
3. Porcelain
4. We Are All Made of Stars
5. Dream About Me
6. Theme from New York, New York (con Debbie Harry)
7. In This World
8. South Side (Original Album Version)
9. Beautiful
10. Extreme Ways
11. Why Does My Heart Feel So Bad?
12. In My Heart (New Mix)
13. Honey
14. Lift Me Up (Album Mix)
15. Feeling So Real (Live in London)
16. God Moving over the Face of the Waters

### CD2
1. Bodyrock (Olav Basoski's Da Hot Funk Da Freak Funk Remix)
2. Why Does My Heart Feel So Bad? (Ferry Corsten Remix)
3. Natural Blues (Perfecto Dub)
4. South Side (Pete Heller Park Lane Dub)
5. We Are All Made of Stars (Timo Maas Vocal Remix)
6. Extreme Ways (DJ Tiesto's Vocal Remix)
7. Jam for the Ladies (Nevins Club Blaster Remix)
8. Lift Me Up (Mylo Mix)
9. Raining Again (Steve Angello's Vocal Mix)
10. Dream About Me (Booka Shade Remix)
11. Slipping Away (Axwell Vocal Mix)